# Sachiko Saitō
Sachiko Saitō (japanisch 斎藤 幸子 Saitō Sachiko; * 15. Januar 1947) ist eine ehemalige japanische Eisschnellläuferin.

## Werdegang
Saitō nahm von 1963 bis 1972 an nationalen Wettbewerben teil und wurde im Jahr 1964 japanischen Juniorenmeisterin und viermal japanische Meisterin (1965, 1969, 1970, 1972) im Mini-Mehrkampf. Zudem wurde sie bei japanischen Meisterschaften jeweils zweimal Zweite und Dritte. International trat sie erstmals bei der Mehrkampf-Weltmeisterschaft 1966 in Trondheim in Erscheinung, wo sie den 17. Platz im Mini-Mehrkampf errang und kam im folgenden Jahr bei der Mehrkampf-Weltmeisterschaft in Deventer auf den 18. Platz. In der Saison 1967/68 belegte sie bei der Mehrkampf-Weltmeisterschaft 1968 in Helsinki den 27. Platz im Mini-Mehrkampf und bei den Olympischen Winterspielen 1968 in Grenoble den 26. Platz über 1000 m sowie den 18. Rang über 1500 m. In den folgenden Jahren lief sie in West Allis bei der Mehrkampf-Weltmeisterschaft 1970 auf den 14. Platz im Mini-Mehrkampf, bei der Sprintweltmeisterschaft 1970 auf den achten Rang und bei der Sprintweltmeisterschaft 1971 in Inzell auf den 17. Platz. In der Saison 1971/72 belegte sie bei den Olympischen Winterspielen 1972 in Sapporo den 18. Platz über 1000 m sowie den neunten Rang über 500 m und bei der Sprintweltmeisterschaft 1972 in Eskilstuna den 14. Platz. Letztmals international startete sie bei der Mehrkampf-Weltmeisterschaft 1972 in Heerenveen, wo sie den zehnten Platz im Mini-Mehrkampf errang.

## Erfolge

### Olympische Spiele
- 1968 Grenoble: 18. Platz 1500 m, 26. Platz 1000 m
- 1972 Sapporo: 9. Platz 500 m, 18. Platz 1000 m

### Mehrkampf-Weltmeisterschaften
- 1966 Trondheim: 17. Platz Mini-Mehrkampf
- 1967 Deventer: 18. Platz Mini-Mehrkampf
- 1968 Helsinki: 27. Platz Mini-Mehrkampf
- 1970 West Allis: 14. Platz Mini-Mehrkampf
- 1972 Heerenveen: 10. Platz Mini-Mehrkampf

### Sprint-Weltmeisterschaften
- 1970 West Allis: 8. Platz Sprint-Mehrkampf
- 1971 Inzell: 17. Platz Sprint-Mehrkampf
- 1972 Eskilstuna: 14. Platz Sprint-Mehrkampf

## Persönliche Bestleistungen
| Disziplin | Zeit       | Datum           | Ort       |
| --------- | ---------- | --------------- | --------- |
| 500 m     | 43,8 s     | 23. Januar 1972 | Matsumoto |
| 1000 m    | 1:29,4 min | 23. Januar 1972 | Matsumoto |
| 1500 m    | 2:19,8 min | 23. Januar 1972 | Matsumoto |
| 3000 m    | 5:02,9 min | 23. Januar 1972 | Matsumoto |